# Ermenegildo Costantini
Ermenegildo Costantini (Roma, 1731 – Roma, 1791) è stato un pittore italiano.

## Biografia
Pittore romano allievo di Marco Benefial presenta un linguaggio pittorico neo-barocco che tendeva al grandioso ed al decorativo. Eseguì affreschi nelle chiese di Roma e Velletri.

### Opere

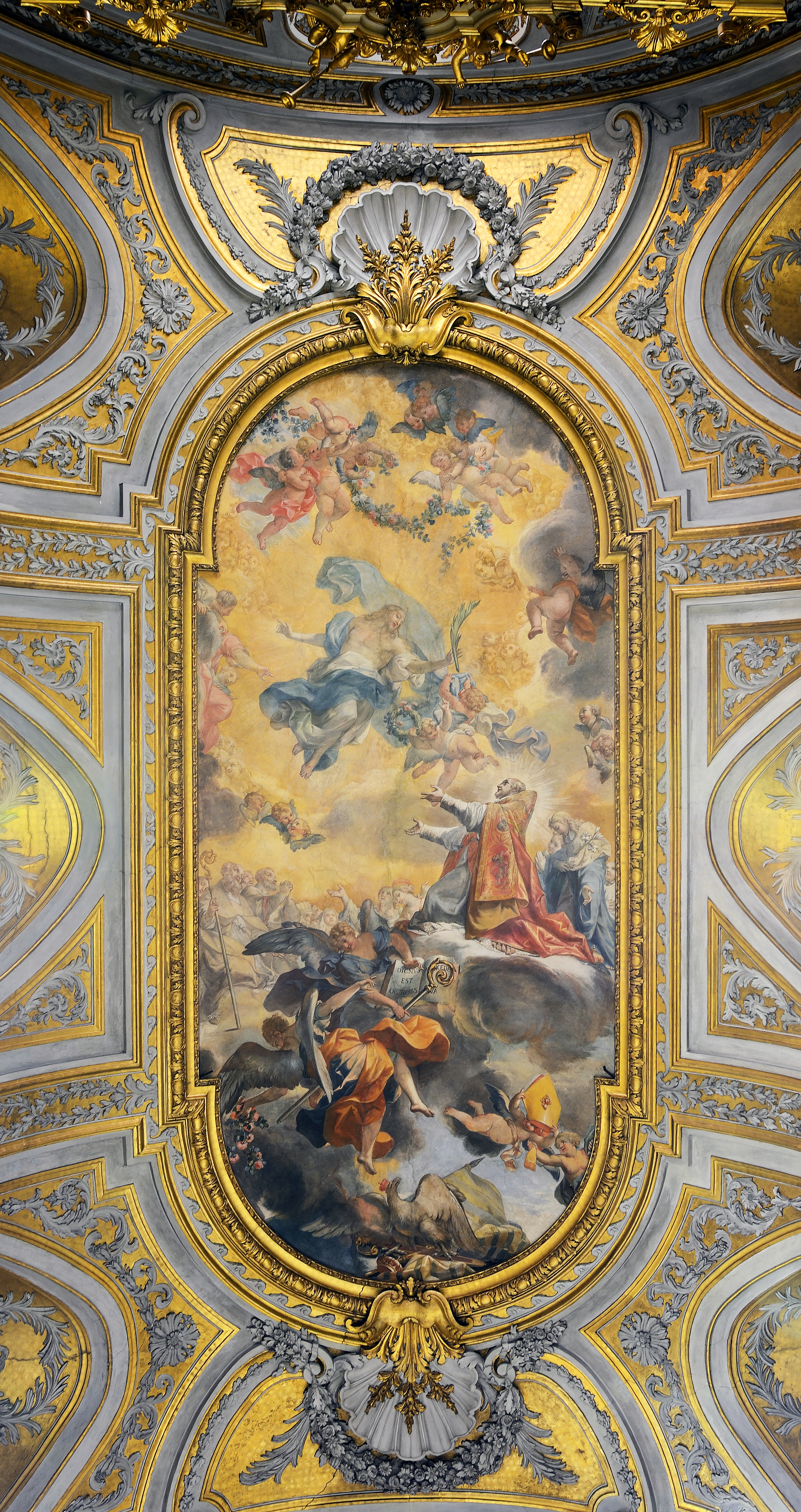
Affresco La gloria di San Stanislao, Chiesa di Santo Stanislao dei Polacchi, Roma

- La gloria di S. Stanislao, affresco nella Chiesa di Santo Stanislao dei Polacchi, Roma.
- Sant'Antonio Abate, la Vergine e Sant'Anna, nella cappella di Sant'Anna nella Chiesa di Gesù e Maria, Roma, 1765.
- Cappella del SS.mo Sacramento, Basilica Cattedrale di San Clemente, Velletri.
- Galleria del Palazzo Antici, Recanati.
- Pala di San Nicola da Tolentino, copia opera di Raffaello, Pinacoteca comunale, Città di Castello, 1791.
- Glorificazione di Casa Borghese, affresco nella Sala dell'Udienza di Palazzo Borghese, Roma, 1767.
- Pala S. Teresa d'Avila, Chiesa di Santa Maria del Carmine, Lucera, 1759.